# Benløse Sogn
Benløse Sogn 

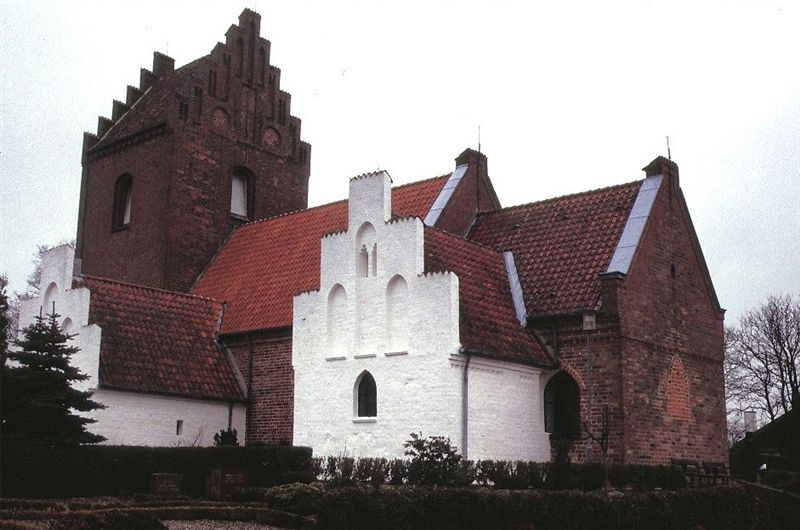
Benløse Kirke

ist eine Kirchspielsgemeinde (dän.: Sogn)
auf der Insel Sjælland im südlichen Dänemark.
Bis 1970 gehörte sie zur Harde Ringsted Herred im damaligen Sorø Amt, danach zur Ringsted Kommune im Vestsjællands Amt, die im Zuge der  Kommunalreform zum 1. Januar 2007 Teil der Region Sjælland geworden ist.
Von den 23.498 Einwohnern von Ringsted leben 6019 im Kirchspiel Benløse (Stand: 1. Januar 2023).
Im Kirchspiel liegt die Kirche „Benløse Kirke“.
Nachbargemeinden sind im Norden Haraldsted-Allindemagle Sogn, im Nordosten Vigersted Sogn, im Südosten Kværkeby Sogn, im Süden und Nordwesten Ringsted Sogn und im Westen Bringstrup Sogn.